# August Kunzek von Lichton

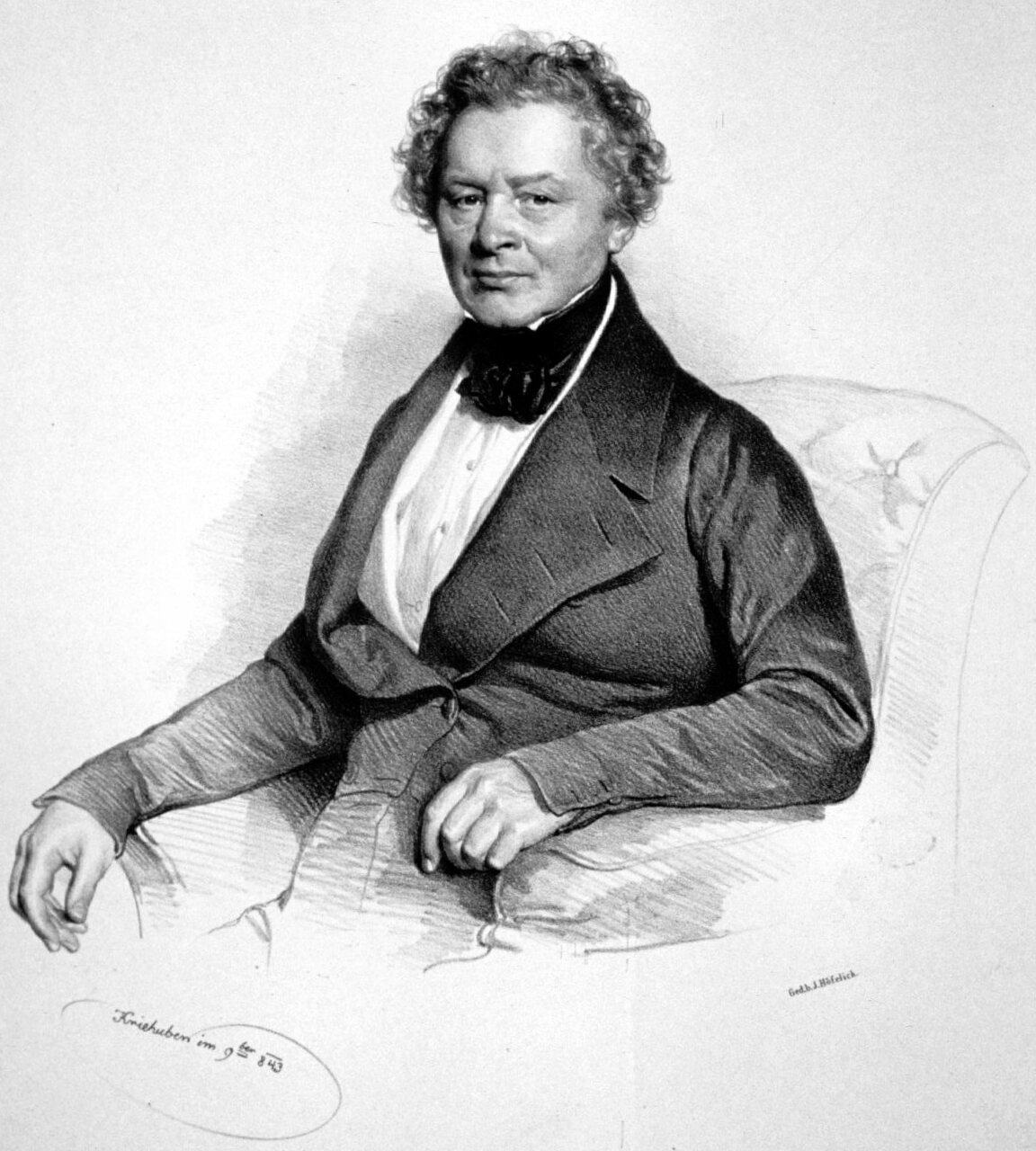
August Kunzek, Lithografie von Josef Kriehuber, 1843

August Kunzek, ab 1862 Edler von Lichton (* 28. Jänner 1795 in Königsberg in Schlesien; † 31. März 1865 in Wien) war ein österreichischer Physiker, Mathematiker und Hochschullehrer.

## Leben und Wirken

### Ausbildung
Kunzek wurde als Sohn eines Landwirts geboren. Er besuchte die Stadtschule seines Geburtsortes Königsberg und das Gymnasium in Troppau. Vor der Aufnahme von Fachstudien belegte er von 1815 bis 1817 zwei „philosophische Jahreskurse“ an der Universität Olmütz, die er mit Auszeichnung abschloss. Anschließend absolvierte er zunächst ein vierjähriges Brotstudium der Rechtswissenschaften an der Universität Wien, bevor er sich der Mathematik und Physik zuwandte. Nach dem Erlangen der philosophischen Doktorwürde im Jahr 1822 wurde er dort am 1. November 1822 als Adjunkt der Lehrkanzel für Mathematik und Physik angestellt.

### Universität Lemberg
Am 6. August 1824 erhielt er einen Ruf an die Universität Lemberg, wo er daraufhin 23 Jahre lang als ordentlicher Professor für Physik und angewandte Mathematik tätig war und hauptsächlich auf den Gebieten der Meteorologie, Astronomie und Optik forschte. In den Jahren 1832/33 war er zudem Rektor der Universität, ferner stand er 1827/28 und 1840/41 als Dekan der Philosophischen Fakultät vor.
1838 unternahm er mit Andreas von Ettingshausen, Professor der Physik an der Universität Wien, und Marian Koller, dem Leiter der Sternwarte Kremsmünster, eine Forschungsreise nach Deutschland, Belgien, England und Frankreich, um sich mit bedeutenden Forschern wie Johann Gottfried Galle, John Herschel, Michael Faraday, George Biddell Airy, Siméon Denis Poisson, Alexander von Humboldt, Augustin-Louis Cauchy und Leopold von Buch auszutauschen.

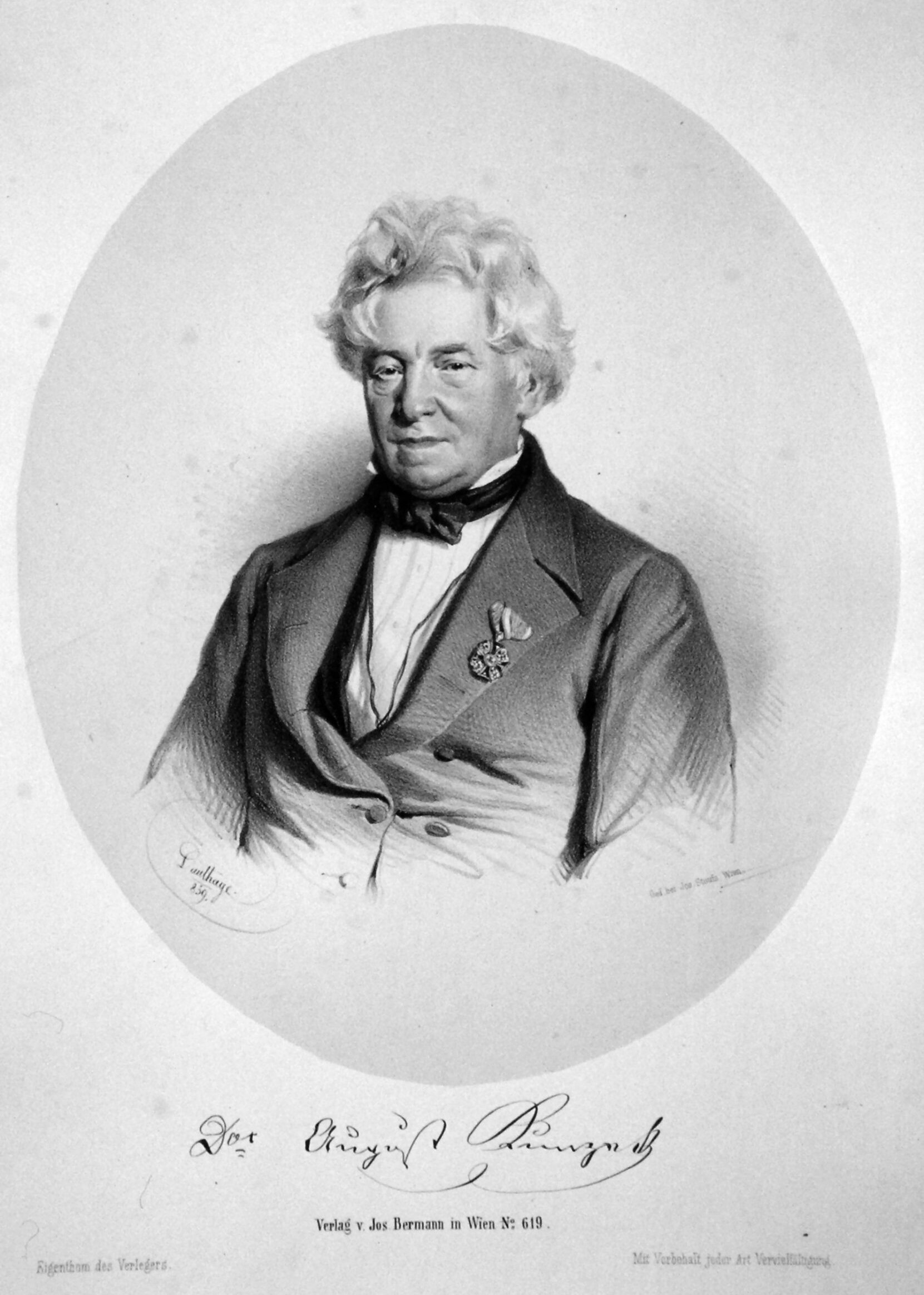
Kunzek als Wiener Professor, Lithografie von Adolf Dauthage, 1859

Kunzek erarbeitete gemeinsam mit dem Mathematiker Ignaz Lemoch (1802–1875) Entwürfe zur Organisation der Technischen Akademie Lemberg, die bei der Errichtung derselben 1844 vornehmlich zur Verwirklichung kamen; seine Bewerbung als deren erster Direktor blieb jedoch vergeblich. Als Mitglied der Lemberger Landwirtschafts-Gesellschaft setzte er sich für die Förderung der Agrikultur in Galizien ein. In Lemberg zählte er zu den herausragenden Persönlichkeiten der Universität und erwarb sich den Ruf eines großen Wissenschaftsvermittlers, indem er außerordentlich gut besuchte Vorlesungen sowie öffentlich zugängliche, sogenannte „populäre Vorträge“ für jedermann über Physik und Astronomie hielt und das Physikalische Kabinett in einer wissenschaftlichen Anforderungen entsprechenden Vollständigkeit erhielt, obwohl ihm sehr beschränkte Mittel zur Verfügung standen.

### Universität Wien
Am 9. Oktober 1847 wurde August Kunzek als Professor für Physik an die Universität Wien berufen, Aleksander Zawadzki (1798–1868) folgte ihm auf die Lemberger Lehrkanzel für Physik. Während der revolutionären Unruhen im März 1848 unterbrach er seine Lehrtätigkeit, neben der er Mitglied der Prüfungskommission für Lehramtskandidaten war. Ursprünglich war er als erster Direktor des 1850 gegründeten Physikalischen Instituts der Philosophischen Fakultät vorgesehen, doch wurde Christian Doppler mit der Leitung beauftragt. Dies hatte zur Folge, dass Kunzek das Physikalische Kabinett, welches zuvor in seiner Zuständigkeit lag, an Doppler abtreten musste. Zu seinen Wiener Schülern gehörten unter anderem Ernst Mach, Josef Stefan und Ludwig Boltzmann.
1848 wurde er zum korrespondierenden Mitglied der Kaiserlichen Akademie der Wissenschaften ernannt, 1858 erhielt er das Ritterkreuz des Ordens vom Zähringer Löwen. Zudem war er seit 1850 im beständigen Ausschuss der k.k. Landwirthschafts-Gesellschaft in Wien tätig. Am 19. Dezember 1862 wurde er für seine Verdienste um Wissenschaft und Lehre mit dem Prädikat „Edler von Lichton“ in den erbländischen Adelsstand erhoben.
Kunzek starb im Alter von 70 Jahren an einer Lungenentzündung. Er wurde auf dem Sankt Marxer Friedhof beigesetzt.

### Familie

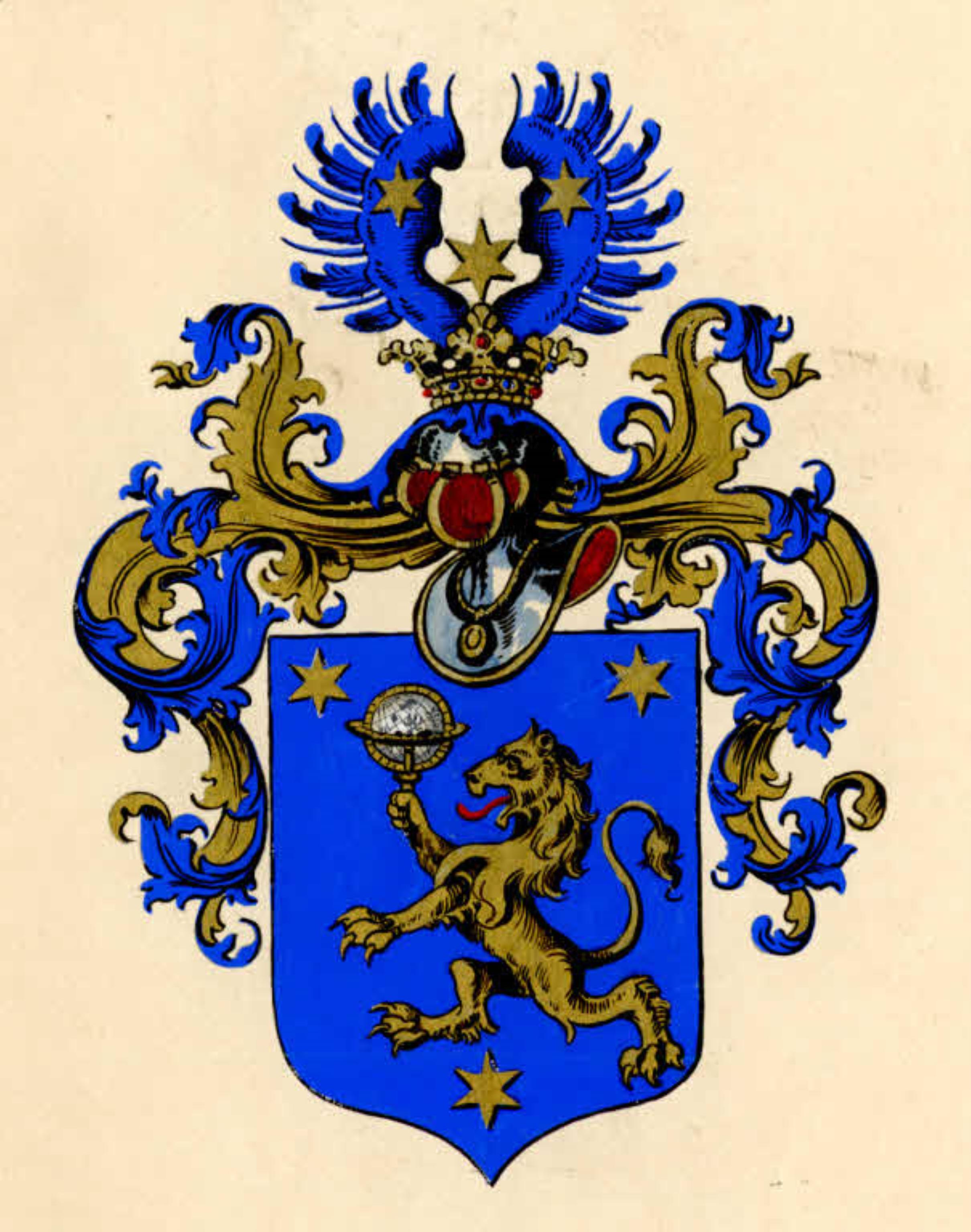
Wappen der Edlen von Lichton

Mit seiner Ehefrau Franziska Birschberger hatte Kunzek eine Tochter namens Amalia, die 1826 einjährig verstarb, und den Sohn Julius (um 1828–1885), der als Bankier unter anderem Direktor der Anglo-Österreichischen Bank war und 1877 in den Ritterstand erhoben wurde.

#### Wappen
Blasonierung: In Blau ein goldener rothbezungter Löwe, in der rechten Vorderpranke einen silbernen goldengefaßten Himmelsglobus tragend und von drei goldenen Sternen, zweien oben und einem unten, begleitet. Auf dem Schilde ruht ein gekrönter Turnierhelm. Die Krone des Helms trägt einen offenen blauen Adlerflug, welcher jederseits mit einem goldenen Sterne belegt ist und einen dritten einschließt. Die Helmdecken sind zu beiden Seiten blau mit Gold unterlegt.

## Schriftstellerisches Werk
Kunzek war als Fachschriftsteller tätig, verfasste Lehrbücher und Zeitschriftenaufsätze. In seinem Werk Die Lehre vom Lichte nach dem neuesten Zustande der Wissenschaft (1836) erklärt er die zeitgenössischen Vorstellungen vom Wesen des Lichtes und zeigt die Widersprüche der Äthertheorie auf. Richtete er sich zuerst noch vorwiegend an wissenschaftliche Kreise, so war sein weiteres Schaffen maßgeblich von dem Ansinnen bestimmt, seine Wissenschaft einem größeren Publikum zugänglich zu machen, was seinerzeit in der deutschsprachigen Sachliteratur ungewöhnlich war. Mindestens zwei von Kunzeks Werken wurden ins Polnische übersetzt; einer seiner Nachfolger auf der Lehrkanzel für Physik in Lemberg, Tomasz Stanecki (1826–1891), übersetzte sein Lehrbuch der Experimental-Physik (1851).
Die Bibliothek der Brünner Abtei St. Thomas ist im Besitz eines von Gregor Mendel mittels Randnotizen und Markierungen kommentierten Exemplars von Kunzeks Lehrbuch der Meteorologie (1850), einem wichtigen Lehrwerk über die Taxonomie der Wolken und die Erforschung der Atmosphäre mit den Mitteln der Mathematik. Dieses bot unter anderem Franz Weiling Anlass zu Erwägungen, ob Mendel in seiner Wiener Studienzeit Kunzeks meteorologische Vorlesungen besucht haben könnte. Der Inhalt der handschriftlichen Notizen Mendels in Kunzeks Lehrbuch legt nahe, dass Mendel diese vermutlich in den Jahren 1851 oder 1852 während seines Wiener Studiums angefertigt hat. Sein Lehrbuch der Physik mit mathematischer Begründung (1853) wurde vom k.k. Ministerium für Cultus und Unterricht zum Unterrichtsgebrauch an Oberrealschulen empfohlen.

## Schriften (Auswahl)
- Die Lehre vom Lichte nach dem neuesten Zustande der Wissenschaft. Zunächst für das Bedürfniß gebildeter Stände. Millikowski, Lemberg 1836, doi:10.3931/e-rara-62487.
- Leichtfaßliche Vorlesungen über Astronomie für jene, welchen es an mathematischen Vorkenntnissen fehlt. Ignaz Klang, Wien 1842 (google.de).
- Lehrbuch der Meteorologie. 2. Auflage. Braumüller, Wien 1850 (google.de – 1. Aufl. u.d.T.: Leichtfaßliche Darstellung der Meteorologie, 1847).
- Lehrbuch der Experimental-Physik. Zum Gebrauche in Gymnasien und Realschulen, so wie zum Selbstunterrichte. Braumüller, Wien 1851 (onb.ac.at).
- Lehrbuch der Physik mit mathematischer Begründung. Zum Gebrauche in den höheren Schulen und zum Selbstunterrichte. Braumüller, Wien 1853 (dmg-lib.org).
- Studien aus der höheren Physik. Braumüller, Wien 1856 (digitale-sammlungen.de).